# 王庭諭
王庭諭（1561年—1585年），字命卿，號莲泉，陝西西安府華州人，民籍，明朝政治人物。

## 生平
萬曆四年（1576年）丙子科陝西鄉試第十九名，萬曆八年（1580年）庚辰科會試第一百七十八名，登三甲第一百三十五名進士。觀政通政司，寻具疏乞終养归，万历十年父卒，毁瘠骨立，十三年五月病卒，年二十五。

## 家族
曾祖王朝臣，曾任義官；祖父王善述；父王吉兆，曾任教諭 累封禮部精膳司員外郎。母楊氏（累封宜人）。